# NIAGARA CM SPECIAL Vol.1 2nd Issue
『NIAGARA CM SPECIAL Vol.1 2nd Issue』（ナイアガラシーエムスペシャル・ヴォリュームワン・セカンド・イシュー）は、1981年4月1日に発売されたNIAGARA CM STARS名義による大滝詠一のコンピレーション・アルバム『NIAGARA CM SPECIAL Vol.1』のリイシュー・アルバム。

## 解説
1977年リリースのオリジナル盤収録曲に加え、発売後の1977年〜1980年までに制作されたCM楽曲が追加収録されたほか、音源の差し替えなどが行われた改訂版。そのためタイトルに“2nd Issue”と明記された。1977年盤のライナーノーツにて25cm盤で発表したかったが事情があって出来ず、価格だけは25cm盤並みにした、と書かれてあったが本作にて当初の構想通り、25cm盤仕様で発売された。
なお、本作は1986年リリースの8枚組のCDボックス『NIAGARA CD BOOK I』にて初CD化されたが、単品販売はなし。ライナーノーツと「歌詞かあど」は省かれ、演奏者のクレジットのみになった。ジャケットはオリジナル盤と同じ。

## 収録曲

### Side-I (MONO)
1. Cider '73 '74 '75 '77
伊藤アキラ / 多羅尾伴内
2. アシアシ〜サマー・ローション
伊藤アキラ / 多羅尾伴内
3. 若返り〜丈夫な夫婦〜コメッコ〜ココナッツ・コーン
博報堂, 電通, 大阪博報堂, 電通, 多羅尾伴内
4. ジーガム〜Atype〜Btype
伊藤アキラ / 多羅尾伴内
5. クリネックス〜どんな顔するかな〜ムーチュ
屋宣博, 博報堂, 多羅尾伴内
6. ドレッサーI 30"〜15"〜ドレッサーII
電通 / 多羅尾伴内
7. スメランド〜タマゴ
  - 電通 / 佐々木克彦, 多羅尾伴内
  - 両曲とも『NIAGARA CM SPECIAL Vol.1』のオリジナルLPがリリースされた1977年3月以降に録音された作品。本作で初音盤化された。
8. MG5〜ハウスプリン〜レモンのキッス〜出前一丁
  - 東急AGC, 電通, 萬年社 / 伊藤アキラ, 多羅尾伴内
  - 「MG5」は1979年4月に録音。『NIAGARA CM SPECIAL Vol.2』にもエンディングのボーカルが違うヴァージョンが収録されている[book 1]。「ハウスプリン」は1978年暮れの録音。本作で初音盤化された[book 1]。

### Side-II (STEREO)
Side-IIには、16chオリジナル・マスターの残っているもので、リミックスされたものを中心に、珍しい作品と1981年当時の最新作が混ぜ合わされている。CMの場合16chのオリジナルが残されるという事は非常に稀で、普通のレコード会社でも2chのマザー・テープは残してあっても、16chは消去されてしまう場合が多いので、残してくれたON・アソシエイツの大森昭男への感謝の意が表されている。
1. Cider '73 '74 '75 '77
伊藤アキラ / 多羅尾伴内
2. Cider '73 '74 '75 '77
伊藤アキラ / 多羅尾伴内
3. クリネックス
屋宣博 / 多羅尾伴内
4. ドレッサーII〜III
電通 / 多羅尾伴内
5. オシャレさん〜大関
  - 博報堂, 大阪電通 / 伊藤アキラ, 多羅尾伴内
  - 「オシャレさん」は1979年1月録音。『A LONG VACATION』[注釈 1]以降、ナイアガラ・セッションの常連となるベーシストの長岡道夫が初参加。さらにエンジニアとして、“ロンバケ”以降のナイアガラ・サウンドを一手に担った吉田保を起用したことで確実にナイアガラ・サウンドの“その後”を聞き取ることができる仕上がりとなった[book 1]。本作で初音盤化[book 1]。
6. Big-John Atype 15"〜30" Btype 15"〜30"
岡山電通 / 多羅尾伴内

## クレジット

### Cider '73 A-Type
- Dr. 原田裕二
- Bass. アラン・メリル
- Piano. 大野克久
- Sax. 村岡建
- Chorus. シンガーズ・スリー
- Recorded. FEB. 26th MAR. 28th at KRC

### Cider '74
- Dr. 林立夫
- Bass. 細野晴臣
- Keyboards. 松任谷正隆
- Gt. 伊藤銀次
- Horns. 村岡建セクション
- Chorus. シンガーズ・スリー & シュガー・ベイブ
- Flute. Unknown
- Percussion. ヒマな人達
- Recorded. JAN. 16th, 17th at Polydor.

### Cider '77
- Dr. 上原“ユカリ”裕
- Bass. 寺尾“学生アルバイト”次郎
- Piano. 井上鑑
- Gt. 村松“自家営業”邦男
- Chorus. Jack Tones
- Horns. 稲垣次郎セクション
- Bells. 関口、谷川、神
- Marimba. イーハトヴ・田五三九

### アシアシ
- Rhythm. ごまのはえ（ユカリ、スミやん、ギンジ、Pooh）
- Mandolin. 伊藤“ワタル”銀次
- Accordion. Unknown
- A･Gt. 金田一幸助

### Summer-Lotion
- Rhythm. ごまのはえ
- Chorus. Gomano Brothers (Pooh & Ginji)

### 若返り
- Dr, Bass, Piano. Unknown
- Chorus. ブレッスン・フォー

### 丈夫な夫婦
- Dr, Bass, Piano. （若返りと同じ）Unknown
- A･Gt. 金田一幸助
- Marimba. Unknown

### コメッコ
- Rhythm. ごまのはえ
- Chorus. のこいのこ and 護摩野一家

### ココナッツ・コーン
- Dr. Unknown
- Bass. 稲葉国光
- Gt, Piano, Percussion. Unknown
- Chorus. ココナッツ・ボーイズ（Ginji, ダッチャ, ユカリ, 伴内）
- Tambourine and ドラムカン. イーハトヴ・田五三九

### ジーガム
- Dr. イーハトヴ・田五三九
- Bass. 南部半九郎
- Piano. 多羅尾伴内
- Marimba & Percussion. イーハトヴ・田五三九
- Chorus. シュガー・ベイブ
- Sax. 村岡建
- Tuba. Unknown
- Steel. 駒沢裕城

### クリネックス・ティシュー
- Dr. 林立夫
- Bass. 細野晴臣
- Keyboards. 今井
- Chorus. クマ & ターボー

### どんな顔するかな
- Rhythm. キャラメル・ママ
- Chorus. クマ、村松、ミナコ、ターボー

### ムーチュ
- Chorus. Jack Tones

### ドレッサーI
- Dr. 上原“ユカリ”裕
- Bass & スプーン. 松田幸一
- Percussions. 全員
- Chorus. ブレッスン・フォー & Unknown

### ドレッサーII
- Dr, Percussion. 上原“ユカリ”裕
- Bass. 小原礼
- Piano. 岡田徹
- Gt. 金田一幸助
- Horns. 稲垣セクション

### スメランド
- Dr. イーハトヴ・田五三九
- Bass. Pooh藤本
- Piano. 井上鑑
- Gt. 村松邦男

### タマゴのタンゴ
- Dr. 上原裕
- Bass. 田中章弘
- Organ. 井上鑑
- Gt. 村松邦男
- Band Neon. 池田
- Pon. 前島邦昭

### MG5
- Dr. 伊藤四郎
- Bass. 金田一昌吾
- Piano. 井上鑑
- Gt. 村松邦男
- Chanchiki. 寺川知紀

### ハウスプリン
- Dr. 伊藤四郎
- Gt. 村松邦男
- Piano. 井上鑑
- Chorus. 大場久美子
- 他. Unknown

### レモンのキッス
- Dr. 山木秀夫、伊藤四郎
- Bass. 冨倉安生
- Piano. 井上鑑
- EG. 村松邦男
- FG. 谷康一、渡辺良
- LP. 寺川知紀
- Xylophon. 白石健二、越野定子
- Chamb. 大浜和史

### 出前一丁
- Dr. 上原裕
- EB. 金田一昌吾
- EG. 村松邦男
- PF. 山田英俊、難波弘之、安西史孝、松田
- FG. 安田裕美、松下誠、加藤、宮本
- LP. 鳴島英治、川原正美、川原、千波、加藤、賀行
- Bsax. 原田
- Chorus. 伊集加代子、和田夏代子、鈴木宏子

### オシャレさん
- Dr. 伊藤四郎
- Gt. 村松邦男
- Giro. 寺川知紀
- 他. Unknown

### 大関
- Dr. 上原裕
- EB. 金田一昌吾
- EG. 村松邦男
- FG. 安田裕美、三畑卓次、松下誠、宮本
- Pf. 中西
- Asax. 清水
- Tsax. 三森、斉藤清
- Bsax. 原田
- Synth. 大浜和史

### Big-John
- Dr. 宮崎
- Bass. 渡辺和義、稲葉国光
- Gt. 村松邦男、角田順
- Piano. 大浜和史
- Vibe. 金山功

### スタッフ
| Studios :         | - KRC, TSC, MOURI, AKASAKA, ONKIO - SOUND, SONY, COLUMBIA, 45 |
| Photo by 常世昌利 |                                                               |

| Special thanks to : | - ON Associates、P.M.P.、 - 電通、博報堂、アサヒビール、 - 十條キンバリー、シチズン、花王石鹸、 - ロリー・ポップ |

| Produced by                           | - 大瀧詠一 - For The Niagara Enterprises, Inc. |
| ポスター提供 : 朝日麦酒、シチズン時計 |                                                |

## リリース履歴
| #  | 発売日        | リリース                                    | 規格                   | 品番                        | 備考 |
| -- | ------------- | ------------------------------------------- | ---------------------- | --------------------------- | --- |
| 1  | 1977年3月25日 | ナイアガラ ⁄ コロムビア                     | LP                     | LZ-7005-E (NGLP-509,510-CM) | - 『NIAGARA CM SPECIAL Vol.1』 - ライナーに多羅尾伴内の解説付き。また、歌詞かあども付いている。 |
| 2  | 1981年4月1日  | ナイアガラ ⁄ CBSソニー                      | LP                     | 23AH 1244 (NGLP-509,510-CM) | - 『NIAGARA CM SPECIAL Vol.1 2nd Issue』 - イエロー・レーベルに変更。25cm盤になり、解説と歌詞かあどが省略される。また、新曲追加、差し替えなどがあり、“2nd Issue”となる。                                                       |
| 3  | 1981年4月1日  | ナイアガラ ⁄ CBSソニー                      | CT                     | 23KH 964                    | 『NIAGARA CM SPECIAL Vol.1 2nd Issue』 |
| 4  | 1981年12月2日 | ナイアガラ ⁄ CBSソニー                      | LP                     | 00AH 1385 (NGLP-509,510-CM) | - 『NIAGARA CM SPECIAL Vol.1 2nd Issue』 - 『NIAGARA VOX』(9LP:00AH 1381~9)の中の一枚。 |
| 5  | 1982年10月1日 | ナイアガラ ⁄ CBSソニー                      | - LP - CT              | 15AH 1515 (NGLP-537,538-CM) | - 『NIAGARA CM SPECIAL Vol.2』 - 30センチ45回転盤。 |
| 6  | 1982年10月1日 | ナイアガラ ⁄ CBSソニー                      | CT                     | 15KH 1217                   | 『NIAGARA CM SPECIAL Vol.2』 |
| 7  | 1983年11月1日 | ナイアガラ ⁄ CBSソニー                      | CD                     | 35DH 28 (NGCD-10-CM)        | - 『NIAGARA CM SPECIAL Special Issue』 - CD用に『Vol.1』『Vol.2』を再編集したもの。「Cider'83」が加えられたほか、ヴァージョン違いに差しかわっている曲がある。初回盤にはアーティスト番号なし。                                  |
| 8  | 1986年6月1日  | ナイアガラ ⁄ CBSソニー                      | CD                     | 00DH 408 (NGCD-15-CM)       | - 『NIAGARA CM SPECIAL Vol.1 2nd Issue』 - 『NIAGARA CD BOOK I』(8CD:00DH 401~8)の中の一枚。23AH 1244のCD化。単独発売なし。 |
| 9  | 1995年3月24日 | ナイアガラ ⁄ ソニー                         | CD                     | SRCL 3215 (NGCD-0-OM)       | - 『NIAGARA CM SPECIAL』 - タイトル変更。ジャケットが『Vol.1』と同じになる。大滝詠一による新ライナーが入る。『Special Issue』とは曲順、収録内容が多少異なる。レーベルが赤になり、“SPECIAL EDITION”の外袋ステッカーが貼られる。 |
| 10 | 2007年3月21日 | ナイアガラ ⁄ ソニー                         | CD                     | SRCL 5007                   | - 『NIAGARA CM SPECIAL Vol.1 3rd Issue 30th Anniversary Edition』 - タイトル変更。笛吹銅次による2007年リマスター音源。“Rarities”14曲、“Fussa Demo”8曲を含む70曲収録。                                                          |
| 11 | 2011年3月21日 | ナイアガラ ⁄ ソニー                         | CD                     | SRCL 7504                   | - 『NIAGARA CM SPECIAL Vol.1』 - 『NIAGARA CD BOOK I』(12CD:SRCL 7500~11)の中の一枚、新規リマスター音源。 |
| 12 | 2014年3月19日 | ナイアガラ ⁄ ソニー                         | デジタル・ダウンロード | –                           | - 『NIAGARA CM SPECIAL Vol.1』 - 通常音質（全34曲：AAC 128/320kbps） |
| 13 | 2015年3月21日 | ナイアガラ ⁄ ソニー・ミュージックレーベルズ | CD                     | SRCL 8704                   | - 『NIAGARA CM SPECIAL Vol.2』 - 『NIAGARA CD BOOK II』(12CD:SRCL 8700~11)の中の一枚、アナログ盤の内容をリイシュー。初CD化。                                                                                                   |